# ヤース・ナジクン・ソルノク県
ヤース・ナジクン・ソルノク県（Jász–Nagykun–Szolnok (ハンガリー語: Jász-Nagykun-Szolnok vármegye, 発音 [ˈjaːs ˈnɒckun ˈsolnok])）は、ハンガリー東部の県。ペシュト県、ヘヴェシュ県、ボルショド・アバウーイ・ゼンプレーン県、ハイドゥー・ビハール県、ベーケーシュ県、チョングラード県、バーチ・キシュクン県と接する。ティサ川とコロシュ川が県内を流れる。県都はソルノク。県面積5582平方km。1990年以前はソルノク県と呼ばれていた。

## 地域

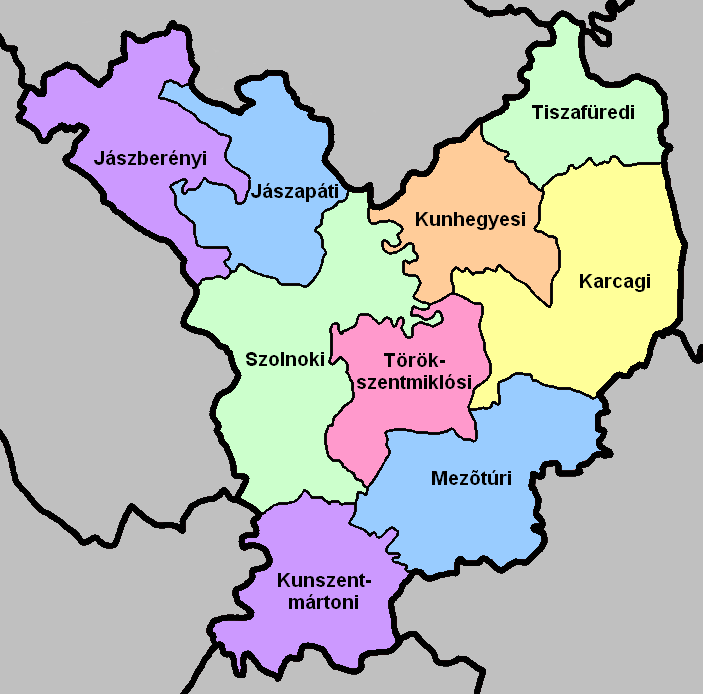
ヤース・ナジクン・ソルノク県の地区

## 主な市町村
市
- ソルノク (72,953)

町
- ヤースベレーニ (27,087)
- テレクセントミクローシュ (21,071)
- カルツァグ (20,632)
- メゼートゥール (17,510)
- キシューイサーラーシュ (11,397)
- ティサフュレド (11,382)
- ティサフェルドヴァール (11,129)
- ヤーサパーティ (8,889)
- トゥールケヴェ (8,878)
- クンセントマールトン (8,714)
- ヤーサーロクサーラーシュ (7,929)
- クンヘジェシュ (7,704)
- マルトフー (6,535)
- フェジヴェルネク (6,507)
- ウーイサース (6,321)
- ヤースフェーニサル (5,680)
- ヤースキシェール (5,467)
- ラーコーツィファルヴァ (5,434)
- ケンデレシュ (4,809)
- アバードサローク (4,180)
- ベシェニセグ (3,339)

## 政治

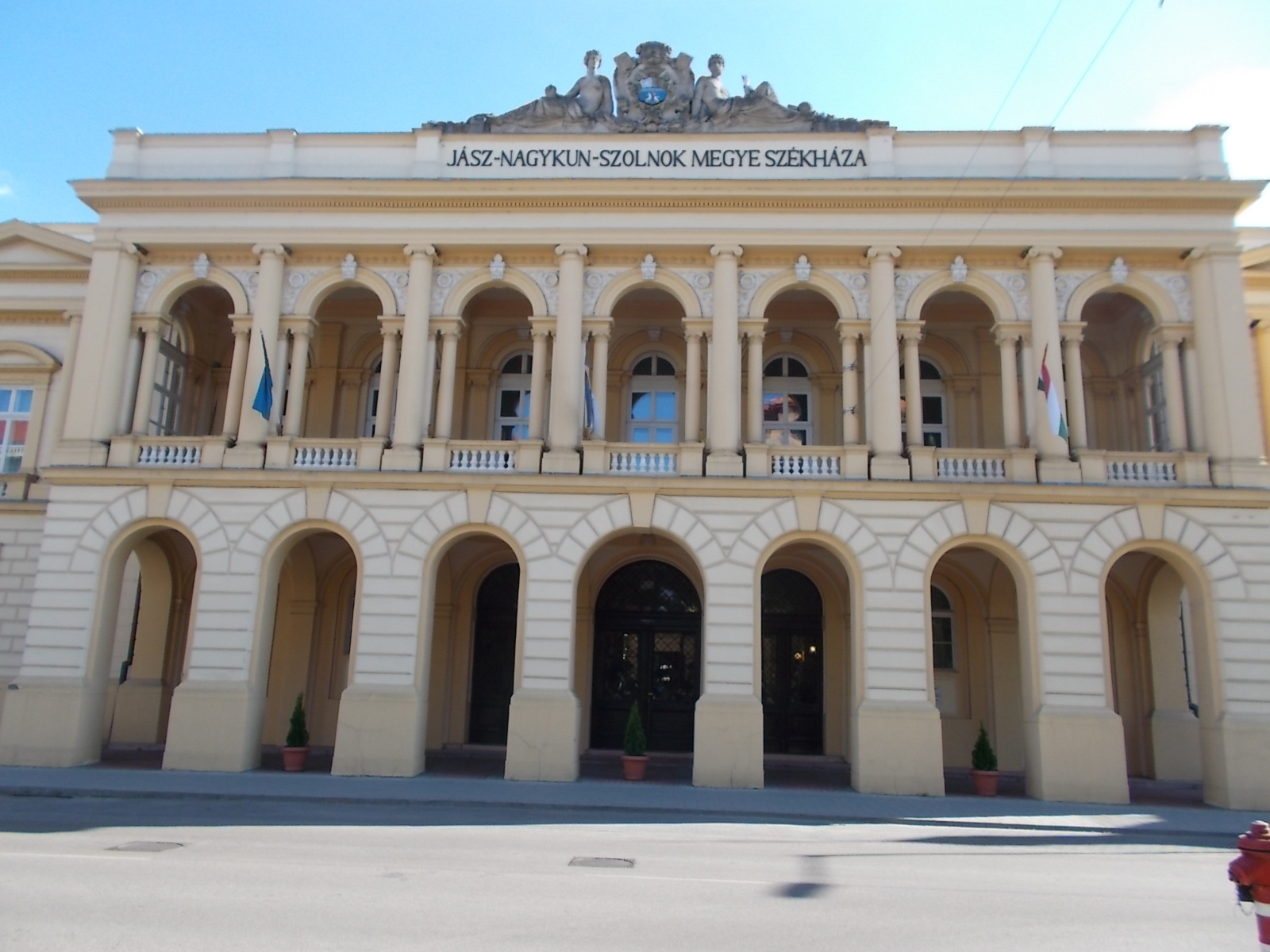
ヤース・ナジクン・ソルノク県庁

## 人口統計
| 年     | 人口    | ±%     |
| ------ | ------- | ------ |
| 1949年 | 449,551 | 不明   |
| 1960年 | 461,307 | 2.62%  |
| 1970年 | 437,879 | -5.08% |
| 1980年 | 445,624 | 1.77%  |
| 1990年 | 425,583 | -4.50% |
| 2001年 | 415,917 | -2.27% |
| 2011年 | 386,594 | -7.05% |
| 2015年 | 379,897 | -1.76% |
| 2018年 | 371,271 | -2.31% |

## ギャラリー

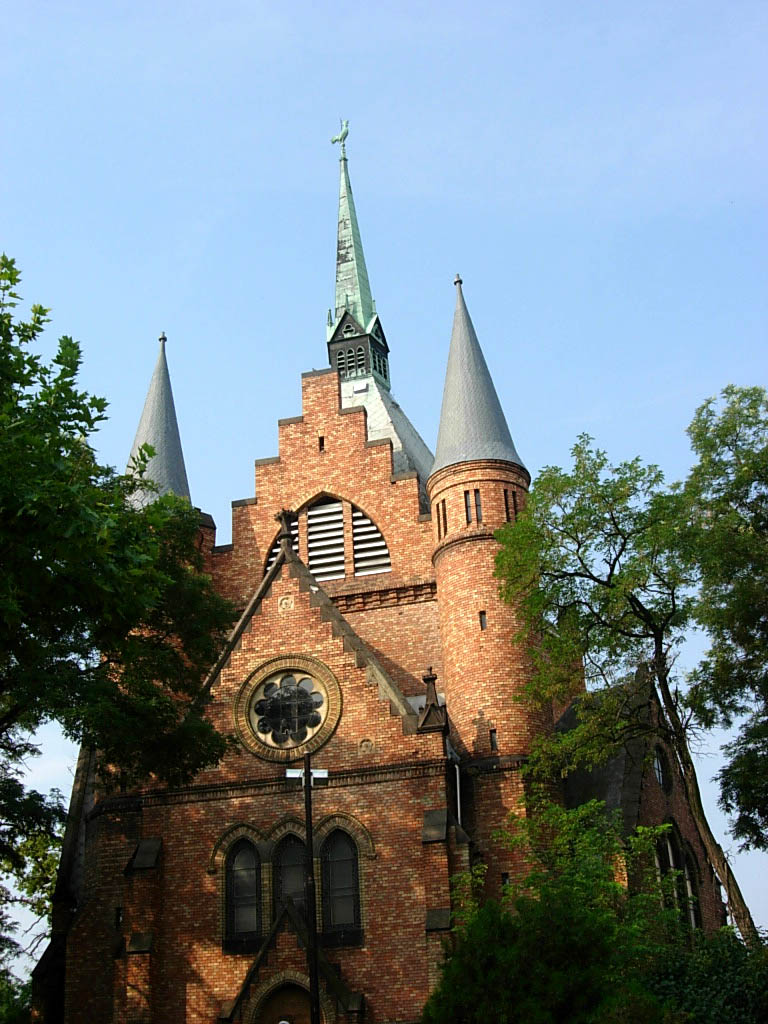
ソルノクの改革派教会
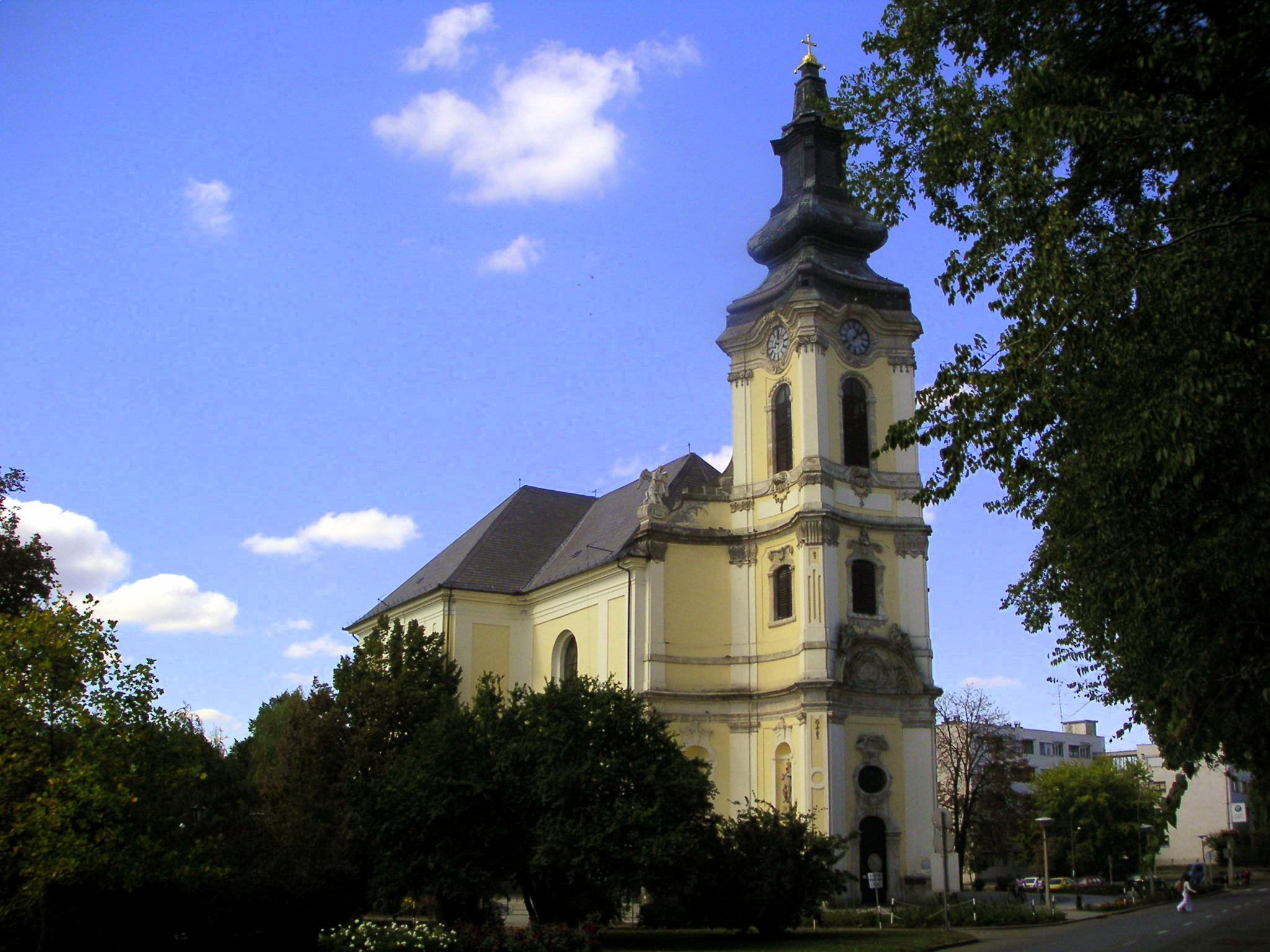
ヤースベレーニの教会
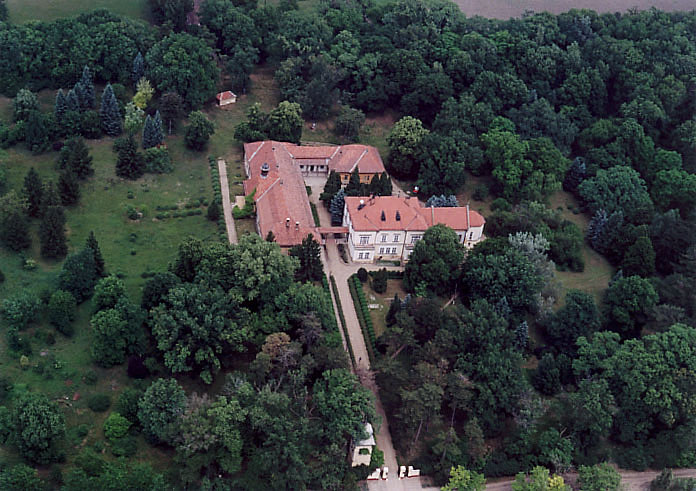
テレクセントミクローシュの城